# Beatos de México
Los beatos y santos de la Iglesia Católica de México, han venido surgiendo desde el siglo XVIII, hasta el siglo XX, donde la mayor parte de esos beatos y santos fueron sacerdotes y laicos que fueron víctimas en la llamada “Guerra cristera” (1926-1929), que enfrentó a la Iglesia Católica con el Estado, a raíz de las leyes promulgadas por Plutarco Elías Calles. 
Una beatificación es un acto en el que el Papa, autoridad máxima de la Iglesia Católica, y después de un proceso exhaustivo, permite el culto local del que una persona, que ya ha sido nombrada primeramente Siervo de Dios, hace pública su decisión, mediante una Carta apostólica. Después de la beatificación puede proceder una canonización. 
Se consideran beatos y santos de México a todas aquellas personas, que ya sea fueron nacidos, o vivieron, o tuvieron una estrecha relación con México, y ahí se incluyen a los que: Los que nacieron y murieron en México; los que nacieron en México pero murieron en el extranjero, como San Felipe de Jesús; los que nacieron en el extranjero y murieron en México, como el beato Sebastián de Aparicio y los que nacieron en el extranjero pero influyeron culturalmente de manera notable en nuestro país y finalmente murieron en el extranjero, como es el caso del beato Juan de Palafox, Virrey de Nueva España y Arzobispo de Puebla. 

## Beatos y santos del Siglo XVIII
- Beato Sebastián de Aparicio, Religioso franciscano español, beatificado en mayo de 1789, Pío VI.

## Beatos y Santos del siglo XIX
- San Felipe de Jesús, Misionero franciscano, mártir en Japón, Canonizado en junio de 1862, Pío IX.
- Beato Bartolomé Gutiérrez, Misionero, sacerdote agustino y mártir en Japón, beatificado en mayo de 1867, Pío IX.
- Beato Bartolomé Laurel, Médico y mártir en Japón, beatificado en agosto de 1867, Pío IX.
- Beato Vicente de San José Ramírez, Misionero franciscano y mártir en Japón, beatificado en julio de 1867, Pío IX [1]

## Beatos y Santos de laGuerra Cristera
- Beato Miguel Agustín Pro, Sacerdote  jesuita, beatificado en septiembre de 1988 por Juan Pablo II.

- Beato Elías del Socorro Nieves, Sacerdote agustino, beatificado en octubre de 1997 por Juan Pablo II.

- Beato Anacleto González Flores, laico, maestro y mártir beatificado el 20 de noviembre de 2005, Benedicto XVI.
- Beato Andrés Solá y Molist, Sacerdote y mártir beatificado el 20 de noviembre de 2005, Benedicto XVI.
- Beato Ángel Darío Acosta Zurita, Sacerdote y mártir beatificado el 20 de noviembre de 2005, Benedicto XVI.
- Beato Ramón Vicente Vargas González, laico y mártir beatificado el 20 de noviembre de 2005, Benedicto XVI.
- Beato Jorge Ramón Vargas González, laico y mártir beatificado el 20 de noviembre de 2005, Benedicto XVI.
- Beato José Dionisio Luis Padilla Gómez, laico y mártir beatificado el 20 de noviembre de 2005, Benedicto XVI.
- Beato Ezequiel Huerta Gutiérrez, laico y mártir beatificado el 20 de noviembre de 2005, Benedicto XVI.
- Beato José Salvador Huerta, laico y mártir beatificado el 20 de noviembre de 2005, Benedicto XVI.
- Beato José Trinidad Rangel, Sacerdote y mártir beatificado el 20 de noviembre de 2005, Benedicto XVI.
- Beato Leonardo Pérez Larios, laico y mártir beatificado el 20 de noviembre de 2005, Benedicto XVI.
- Beato Luis Magaña Servín, laico y mártir beatificado el 20 de noviembre de 2005, Benedicto XVI.
- Beato Miguel Gómez Loza, laico y mártir beatificado el 20 de noviembre de 2005, Benedicto XVI.
- San Agustín Caloca Cortés, Sacerdote beatificado el 22 de noviembre de 1992 y canonizado el 21 de mayo de 2000, Juan Pablo II.
- San Atilano Cruz Alvarado, Sacerdote beatificado el 22 de noviembre de 1992 y canonizado el 21 de mayo de 2000, Juan Pablo II.
- San Bernabé de Jesús Méndez Montoya, Sacerdote beatificado el el 22 de noviembre de 1992 y canonizado 21 de mayo de 2000, Juan Pablo II.
- San Cristóbal Magallanes Jara, Sacerdote beatificado el el 22 de noviembre de 1992 y canonizado 21 de mayo de 2000, Juan Pablo II.
- San David Galván Bermúdez, Sacerdote beatificado el 22 de noviembre de 1992 y canonizado el 21 de mayo de 2000, Juan Pablo II.
- San David Roldán Lara, Laico y mártir beatificado el el 22 de noviembre de 1992 y canonizado 21 de mayo de 2000, Juan Pablo II.
- San David Uribe Velasco, Sacerdote y mártir, beatificado el el 22 de noviembre de 1992 y canonizado 21 de mayo de 2000, Juan Pablo II.
- San Jenaro Sánchez Delgadillo, Sacerdote y mártir, beatificado el 22 de noviembre de 1992 y canonizado el 21 de mayo de 2000, Juan Pablo II.
- San José Isabel Flores Varela, Sacerdote beatificado el 22 de noviembre de 1992 y canonizado el 21 de mayo de 2000, Juan Pablo II.
- San José María Robles, Sacerdote y mártir, beatificado el el 22 de noviembre de 1992 y canonizado 21 de mayo de 2000, Juan Pablo II.
- San José Salvador Lara Puente, Laico beatificado el 22 de noviembre de 1992 y canonizado el 21 de mayo de 2000, Juan Pablo II.
- San Julio Álvarez Mendoza, Sacerdote beatificado el 22 de noviembre de 1992 y canonizado el 21 de mayo de 2000, Juan Pablo II.
- San Justino Orona Madrigal, Sacerdote beatificado el 22 de noviembre de 1992 y canonizado el 21 de mayo de 2000, Juan Pablo II.
- San Luis Bátis Sáinz, Sacerdote beatificado el 22 de noviembre de 1992 y canonizado el 21 de mayo del 2000. por Juan Pablo II.
- San Manuel Morales Cervantes, Laico beatificado el el 22 de noviembre de 1992 y canonizado 21 de mayo de 2000, Juan Pablo II.
- San Margarito Flores García, Sacerdote beatificado el 22 de noviembre de 1992 y canonizado el 21 de mayo de 2000, Juan Pablo II.
- San Mateo Correa Magallanes, Sacerdote beatificado el 22 de noviembre de 1992 y canonizado el 21 de mayo de 2000, Juan Pablo II.
- San Miguel de la Mora, Sacerdote beatificado el 22 de noviembre de 1992 y canonizado el 21 de mayo de 2000, Juan Pablo II.
- San Pedro de Jesús Maldonado, Sacerdote beatificado el el 22 de noviembre de 1992 y canonizado 21 de mayo de 2000, Juan Pablo II.
- San Pedro Esqueda Ramírez, Sacerdote beatificado el 22 de noviembre de 1992 y canonizado el 21 de mayo de 2000, Juan Pablo II.
- San Rodrigo Aguilar Alemán, Sacerdote beatificado el 22 de noviembre de 1992 y canonizado el 21 de mayo de 2000, Juan Pablo II.
- San Román Adame Rosales, Sacerdote  beatificado el 22 de noviembre de 1992 y canonizado el 21 de mayo de 2000, Juan Pablo II.
- San Sabás Reyes Salazar, Sacerdote y mártir, beatificado el el 22 de noviembre de 1992 y canonizado 21 de mayo de 2000, Juan Pablo II.
- Santo Toribio Romo González, Sacerdote y mártir, beatificado el el 22 de noviembre de 1992 y canonizado 21 de mayo de 2000, Juan Pablo II.
- San Tranquilino Ubiarco, Sacerdote y mártir, beatificado el el 22 de noviembre de 1992 y canonizado 21 de mayo de 2000, Juan Pablo II.
- San José Sánchez del Río, Joven laico y mártir, beatificado el 20 de noviembre de 2005, por Benedicto XVI y canonizado el 16 de octubre de 2016, por Francisco.

## Beatos  Santos del siglo XX
- Beata Dorotea Chávez, religiosa fundadora. Beatificada en noviembre de 1997, Juan Pablo II.

## Beatos y Santos del siglo XXI
- Beatos  Juan Bautista y Jacinto de Los Ángeles, Mártires de Cajonos,indígenas zapotecas, y fiscales (1700), beatificados el 1 agosto de 2002, Juan Pablo II.
- Beato Juan de Palafox, obispo, humanista, político y escritor español, beatificado el 5 de junio del 2011, Benedicto XVI.

- Beata María Inés Teresa Arias, religiosa clarisa, beatificada en abril de 2012, Benedicto XVI.

- Beata Concepción Cabrera de Armida, laica fundadora, beatificada el 4 de mayo de 2019, por Francisco.

- Santa María Natividad Venegas de la Torre, religiosa beatificada el 12 de octubre de 1997 y canonizada el 21 de mayo de 2000, Juan Pablo II.
- San José María Yermo y Parres, sacerdote fundador de escuelas, hospitales, asilos, casas hogares y talleres, beatificado el 6 de mayo de 1990 y canonizado el 21 de mayo de 2000, Juan Pablo II.
- San Juan Diego Cuauhtlatoatzin, indígena chichimeca, testigo de la aparición de la Virgen de Guadalupe, beatificado el 6 de mayo de 1990 y canonizado 31 de julio de 2002, Juan Pablo II.
- San Rafael Guízar y Valencia, obispo beatificado el 29 de enero de 1995, por Juan Pablo II y canonizado el 15 de octubre de 2006, Benedicto XVI.
- Santa María Guadalupe García Zavala, religiosa cofundadora, beatificada el 25 de abril del 2005 y canonizada el 12 de mayo de 2013, Papa Francisco.
- San Junípero Serra, Misionero franciscano español, (1784) beatificado el 25 de septiembre de 1988 y canonizado el 23 de septiembre 2015, Papa Francisco.
- Santos Antonio, Cristóbal y Juan, Niños Mártires de Tlaxcala, primeros mártires en América, (1529) beatificados el 6 de mayo de 1990, por Juan Pablo II y canonizados en octubre 2017, Papa Francisco.
- Beato Moisés Lira Serafín, sacerdote mexicano, sacerdote profeso de los Misioneros del Espíritu Santo, fundador de la Congregación de las Misioneras de la Caridad de María Inmaculada (1950) beatificado el 14 de septiembre de 2024, Papa Francisco.